# Donovan Ricketts
Donovan Ricketts (ur. 7 czerwca 1977 roku w Montego Bay) – jamajski piłkarz grający na pozycji bramkarza. Były Reprezentant kraju, w reprezentacji pełnił funkcję zastępcy kapitana.
W 1998 r. zadebiutował w seniorskiej kadrze swojego kraju. W tym samym roku jako 21-latek, pojechał na mistrzostwa świata, które odbywały się we Francji. Jest to jedyny jak do tej pory piłkarski mundial, na którym wystąpiła jamajska reprezentacja. Ricketts był jednak na nim jedynie trzecim bramkarzem swojej drużyny i nie zagrał ani minuty w trzech spotkaniach grupowych, po których jego zespół odpadł z turnieju. W pierwszych dwóch spotkaniach przeciwko Chorwacji (1:3) i Argentynie (0:5) w jamajskiej bramce stał doświadczony Warren Barrett, natomiast na mecz z Japonią (2:1) trener René Simões wytypował jeszcze starszego Aarona Lawrence'a.
Od grudnia 2014 roku Ricketts broni barw amerykańskiego klubu Major League Soccer, Orlando City. Wcześniej grał w: Galaxy FC, Village United, Bolton Wanderers, Bradford City, Los Angeles Galaxy, Montreal Impact i Portland Timbers.